# Belgische Fußballnationalmannschaft (U-19-Frauen)
Die belgische U-19-Fußballnationalmannschaft der Frauen repräsentiert Belgien im internationalen Frauenfußball. Die Nationalmannschaft untersteht dem Königlichen Belgischen Fußballverband und wird seit Herbst 2018 von Xavier Donnay trainiert. Der Spitzname der Mannschaft ist Red Flames Jeugd.
Die Mannschaft bestritt im November 1991 ihr erstes Spiel und absolvierte zunächst nur Freundschaftsspiele. Seit der Einführung einer Europameisterschaft in dieser Altersklasse 1997/98 nimmt das Team an der Qualifikation für die U-19-Europameisterschaft für Belgien teil, für die sie sich bislang viermal (erstmals 2006) qualifizieren konnte. Bei allen vier Turnieren schied die U-19-Auswahl sieglos als Gruppenletzter in der Vorrunde aus. Im Jahr 2023 ist die belgische U-19 als Gastgeber erneut bei einer Europameisterschaft dabei.

## Turnierbilanz

### Europameisterschaft
| Jahr   | Gastgeber      | Platzierung        |
| ------ | -------------- | ------------------ |
| 1998   | mehrere        | nicht qualifiziert |
| 1999   | Schweden       | nicht qualifiziert |
| 2000   | Frankreich     | nicht qualifiziert |
| 2001   | Norwegen       | nicht qualifiziert |
| 2002   | Schweden       | nicht qualifiziert |
| 2003   | Deutschland    | nicht qualifiziert |
| 2004   | Finnland       | nicht qualifiziert |
| 2005   | Ungarn         | nicht qualifiziert |
| 2006   | Schweiz        | Gruppenphase       |
| 2007   | Island         | nicht qualifiziert |
| 2008   | Frankreich     | nicht qualifiziert |
| 2009   | Belarus        | nicht qualifiziert |
| 2010   | Nordmazedonien | nicht qualifiziert |
| 2011   | Italien        | Gruppenphase       |
| 2012   | Türkei         | nicht qualifiziert |
| 2013   | Wales          | nicht qualifiziert |
| 2014   | Norwegen       | Gruppenphase       |
| 2015   | Israel         | nicht qualifiziert |
| 2016   | Slowakei       | nicht qualifiziert |
| 2017   | Nordirland     | nicht qualifiziert |
| 2018   | Schweiz        | nicht qualifiziert |
| 2019   | Schottland     | Gruppenphase       |
| 2020 1 | Georgien 1     | – 1                |
| 2021 1 | Belarus 1      | – 1                |
| 2022   | Tschechien     | nicht qualifiziert |
| 2023   | Belgien        | Gruppenphase       |